# Celigów
Celigów est une localité polonaise de la gmina de Głuchów, située dans le powiat de Skierniewice en voïvodie de Łódź.